# Liza Brönner
Liza Brönner (vagy Liza Bronner, Fokváros, 1989. december 11. –) dél-afrikai énekesnő, dalszerző.
Bemutatkozó albumát, az Onderstebo-t az EMI 2009-ben adta ki. Újabb dalai az EMI-nél jelentek meg 2010-ben. A harmadik albumát is hamarosan kiadta, majd 2013 májusában megnyert egy valóságműsort, és főszerepet kapott egy filmmusicalben.

## Lemezei
- Onderstebo, 2009
- Asemloos, 2010
- Vir eers is dit net ek, 2011
- Jy het my gevind, 2013